# Kaisborstel
Kaisborstel er en kommune i det nordlige Tyskland, beliggende i Amt Schenefeld i den nordvestlige del af Kreis Steinburg. Kreis Steinburg ligger i den sydvestlige del af delstaten Slesvig-Holsten.

## Geografi
Kaisborstel ligger omkring 10 km nord for Itzehoe ved motorvejen A23. Vandløbet Pöschendorfer Graben løber gennem kommunen. Den lille kommune har ingen by, kun spredt bebyggelse.